# Smaragdkoekoek
De smaragdkoekoek (Chrysococcyx cupreus) is een vogel uit de familie Cuculidae (koekoeken).

## Verspreiding en leefgebied
Deze soort komt voor van Senegal en Gambia tot Zuid-Soedan en Ethiopië, zuidelijk tot Angola en oostelijk Zuid-Afrika.

## Trivia
De smaragdkoekoek siert het biljet van 10.000 Santomese dobra.